# Rhyndaque
Le Rhyndaque (du grec classique Ῥύνδακος / Rhúndakos ; en latin Rhyndacus ; en turc Mustafakemalpaşa, du nom de la ville qu'elle traverse près de son delta) est une petite rivière d'Asie Mineure. Séparant la Mysie de la Bithynie, elle est située dans le nord-ouest de l'Anatolie, dans la province turque de Bursa, dans la région de Marmara. Le Rhyndaque, qui jaillit des flancs de l'Olympe de Mysie, se jetait à l'origine dans la Propontide mais n'est plus aujourd'hui qu'un affluent du Maceste. Lucullus battit notamment Mithridate VI sur ses bords en 73 av. J.-C.

## Mythologie
La mythologie grecque fait du Rhyndaque un fils d'Océan et de Téthys et lui donne pour filles les Rhyndacides, prenant leur source au mont Didyme et vénérées comme pégées. Dans ses Dionysiaques, Nonnos de Panopolis mentionne leurs eaux, utilisées par Dionysos pour envoûter la nymphe Nicée en punition de son offense aux Rhyndacides par l'assassinat d'un berger du nom d'Hymnus ; ayant repris ses sens, Nicée les maudit.

## Littérature
François-René de Chateaubriand évoque notamment le Rhyndaque dans son Itinéraire de Paris à Jérusalem :

« Nous arrivâmes à neuf heures du matin à Mikalitza, grande ville turque, triste et délabrée, située sur une rivière à laquelle elle donne son nom. Je ne sais si cette rivière n’est point celle qui sort du lac Abouilla : ce qu’il y a de certain, c’est qu’on découvre au loin un lac dans la plaine. Dans ce cas, la rivière de Mikalitza serait le Rhyndaque, autrefois le Lycus, qui prenait sa source dans le Stagnum Artynia ; d’autant plus qu’elle a précisément à son embouchure la petite île (Besbicos) indiquée par les anciens. »

## Sources
Cet article comprend des extraits du Dictionnaire Bouillet. Il est possible de supprimer cette indication, si le texte reflète le savoir actuel sur ce thème, si les sources sont citées, s'il satisfait aux exigences linguistiques actuelles et s'il ne contient pas de propos qui vont à l'encontre des règles de neutralité de Wikipédia.